# Franz Xaver Witt

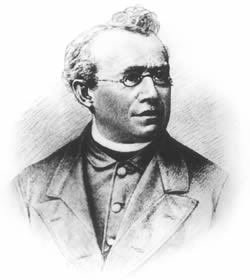
Franz Xaver Witt

Franz Xaver Witt (* 9. Februar 1834 in Walderbach; † 2. Dezember 1888 in Landshut) war ein deutscher Kirchenmusiker.

## Leben
Witt wurde als ältester Sohn des Lehrers Johann Baptist Witt in Walderbach (Oberpfalz) geboren.
Nach dem Abitur studierte Witt am Lyzeum in Regensburg Theologie und Philosophie. 1856 wurde er zum Priester geweiht, 1859 als Lehrer für Choralgesang, Homiletik und Katechetik ans Klerikalseminar Regensburg berufen.
Mit der 1865 erschienenen Schrift Der Zustand der katholischen Kirchenmusik wandte er sich gegen die vielfachen kirchenmusikalischen Missstände seiner Zeit und wurde durch die Herausgabe der „Fliegenden Blätter für Kirchenmusik“ (ab 1. Januar 1866), der heute noch bestehenden „Musica Sacra“ (gegründet am 1. Januar 1868) und seine programmatische Rede auf der Katholikenversammlung in Innsbruck zum Wortführer der sich hauptsächlich in und um Regensburg bildenden Reformbewegung.
Diese Bewegung organisierte sich in einem von Witt am 1. September 1868 in Bamberg gegründeten Verein für katholische Kirchenmusik, dem Caecilienverein, dem Witt 20 Jahre mit kurzer Unterbrechung als Generalpräses vorstand.

## Ehrungen
In Walderbach sind eine Straße, eine Volksschule und das Rathaus nach ihm benannt.
In Regensburg ist im Stadtteil Äußerer Westen ein Weg nach ihm benannt.

## Werke (Auswahl)
- Der Zustand der katholischen Kirchenmusik zunächst in Altbayern, Regensburg 1865
- Ausgewählte Aufsätze zur Kirchenmusik, hrsg. v. K. G. Fellerer, Köln 1934